# Тяга (токование вальдшнепов)
Тя́га — название токового полёта вальдшнепов-самцов, ставшее особенно популярным в охотничьей практике. Охота на вальдшнепа на тяге принадлежит к наиболее популярным видам охоты на пернатую дичь.

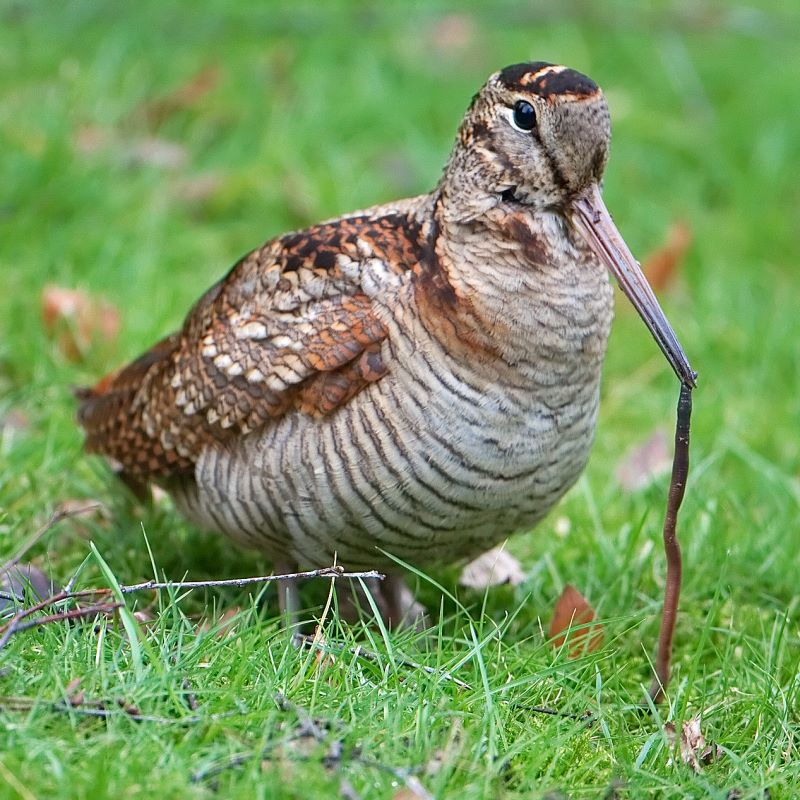
Вальдшнеп, поедающий дождевого червя

## Период и места тяги
Вальдшнепы приступают к токованию практически сразу после прилёта с мест зимовки. В средней полосе России начало брачных игр вальдшнепов обычно приходится на конец марта — начало апреля. За период наблюдений с 1982 по 2007 годы самое раннее начало тяги (когда были замечены первые тянущие вальдшнепы) пришлось на 22 марта, самое позднее — на 17 апреля. Хорошим показателем скорого начала вальдшнепиной тяги служит начало интенсивного пения прилетающих с юга дроздов-белобровиков — примерно за 2 дня до начала тяги. Можно отсчитывать это время и от прилёта белых трясогузок, который происходит примерно за 5 дней до тяги вальдшнепов.
Тяга начинается с заходом солнца, продолжается до темноты и ненадолго прекращается ночью, возобновляясь на рассвете. С перерывами тяга может продолжаться до начала июня, хотя в это время она бывает уже неинтенсивной.
Токовой полёт самцов проходит каждый год в одной и той же местности, на одних и тех же участках леса. Пути полёта остаются неизменными, пока в результате вырубки леса или вырастания новых его участков не изменяется ландшафт. Наиболее характерными местами полёта являются опушки невысокого молодого лиственного леса (т. н. черноле́сья), осинники, перемежающиеся порослью ольхи, ели, берёзы, с подлеском. Тянущие птицы летят чуть выше верхушек деревьев вдоль кромки леса, облетая поляны и другие открытые места.
Погода оказывает решающее влияние как на высоту полёта тянущих вальдшнепов, так и на интенсивность тяги. В холодные и ясные дни вальдшнепы летят высоко и быстро. В тёплую погоду, особенно в пасмурный вечер, птицы летят медленнее и ниже. При сильном ветре тяга обычно очень слабая. Наиболее благоприятная погода для тяги — тихие, пасмурные, влажные дни. Перед ненастьем и холодом тяги не бывает иногда и в хорошие вечера, или же она бывает очень слабой. Наиболее интенсивной тяга бывает в первые недели после её начала, так как в ней участвуют не только местные, но и пролетающие дальше на север птицы.

## Поведение птиц во время тяги
Вальдшнеп летит довольно медленно — обычно около 8 м/с. Летящий самец издаёт характерный крик, хорошо знакомый охотникам, по которому тянущего вальдшнепа можно безошибочно отличить от других птиц. Крик состоит из двух колен — своеобразного короткого свиста, слышимого далеко, и хриплого горлового скрипа, который слышен только вблизи (в охотничьей терминологии это называется «ци́канье» и «хо́рканье»). Подмечено, что в тёплые вечера вальдшнеп больше «хоркает», в холодные и ветреные — «цикает». Самки в полёте также участвуют, но поднимаются лишь кратковременно, при этом они не «хоркают», а только посвистывают. Самка чаще сидит на земле на влажных участках, вблизи луж, и, заметив самца, издаёт свист. Тогда самец приземляется и продолжает ухаживание на земле.

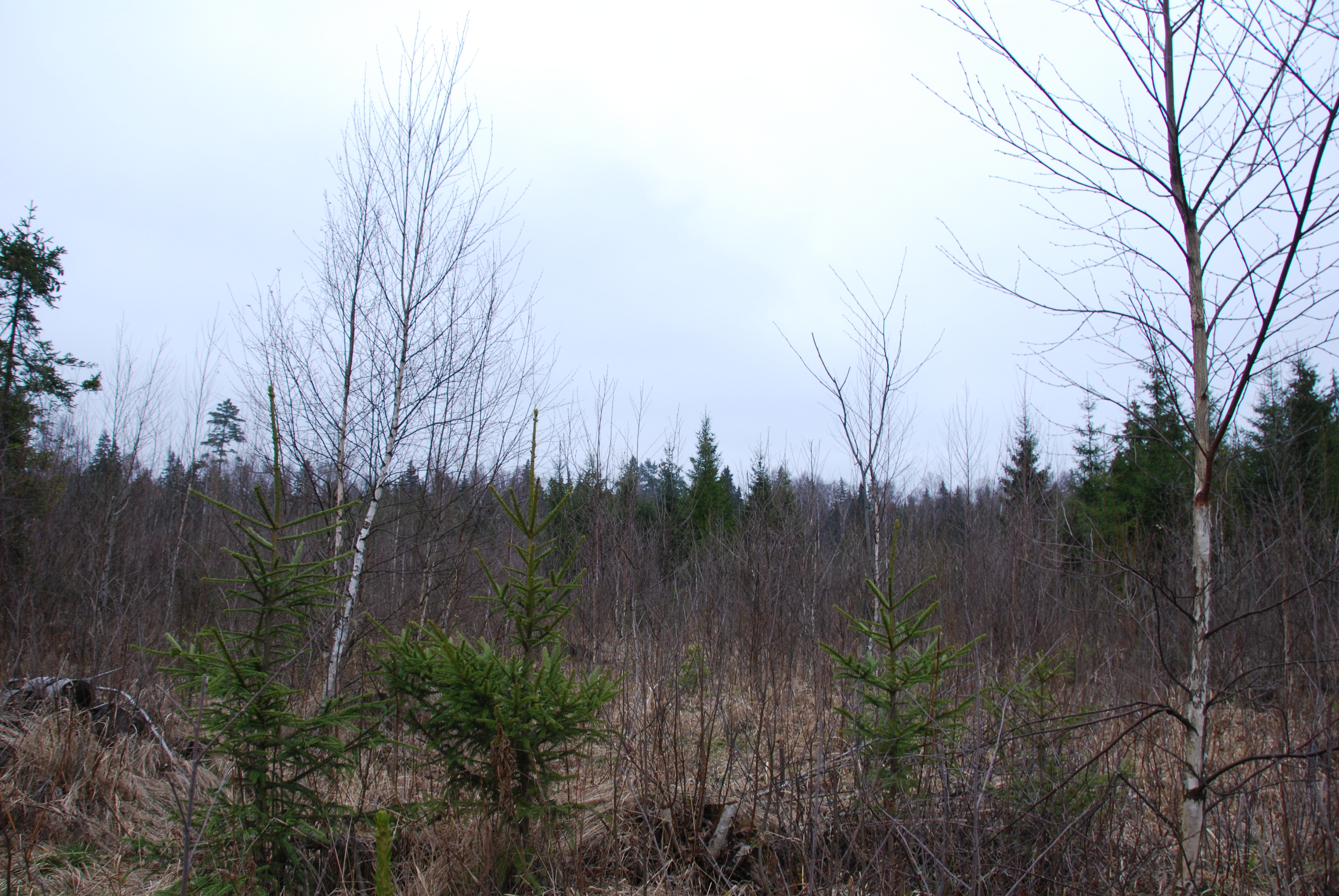
Типичный ландшафт, оптимальный для тяги вальдшнепов (Московская область)

Тянущие вальдшнепы летают чаще поодиночке, реже парами (это могут быть как два самца, так и самец, нашедший самку). Изредка, в местах с большим количеством вальдшнепов, на тяге можно заметить трёх и даже четырёх птиц вместе, гоняющихся друг за другом.

## Охота на тяге
Охота на вальдшнепа на тяге считается многими любителями наиболее азартной и увлекательной из всех видов охоты на птицу. Не последнюю роль в такой оценке, видимо, играет особое, приподнятое настроение охотников, находящихся в апрельском лесу среди звуков весенней природы.
Стрельба проводится с места по налетающим вальдшнепам, но её успех во многом зависит от правильности выбора места. Следует найти такое место, где перекрещивалось бы наибольшее количество возможных путей пролёта. Иногда, если вальдшнеп пролетел мимо вне расстояния выстрела, помогает интересный трюк — подброшенная шапка или рукавица. Тогда самец может принять подброшенный предмет за взлетающую самку и повернуть на него. Охота на тяге продолжается очень недолго — обычно около получаса, с момента начала лёта вальдшнепов до наступления полной темноты.
На тяге разрешён отстрел только самцов. Поэтому во избежание стрельбы по самкам рекомендуется стрелять только по вальдшнепам, которые в полёте «хоркают» — этот звук издают только самцы. Стрельба не представляет большой сложности из-за сравнительно близких дистанций на такой охоте, а также небыстрого полёта птиц (хотя полёт вальдшнепа кажется медленнее, чем на самом деле). Для стрельбы используется дробь № 7—8.

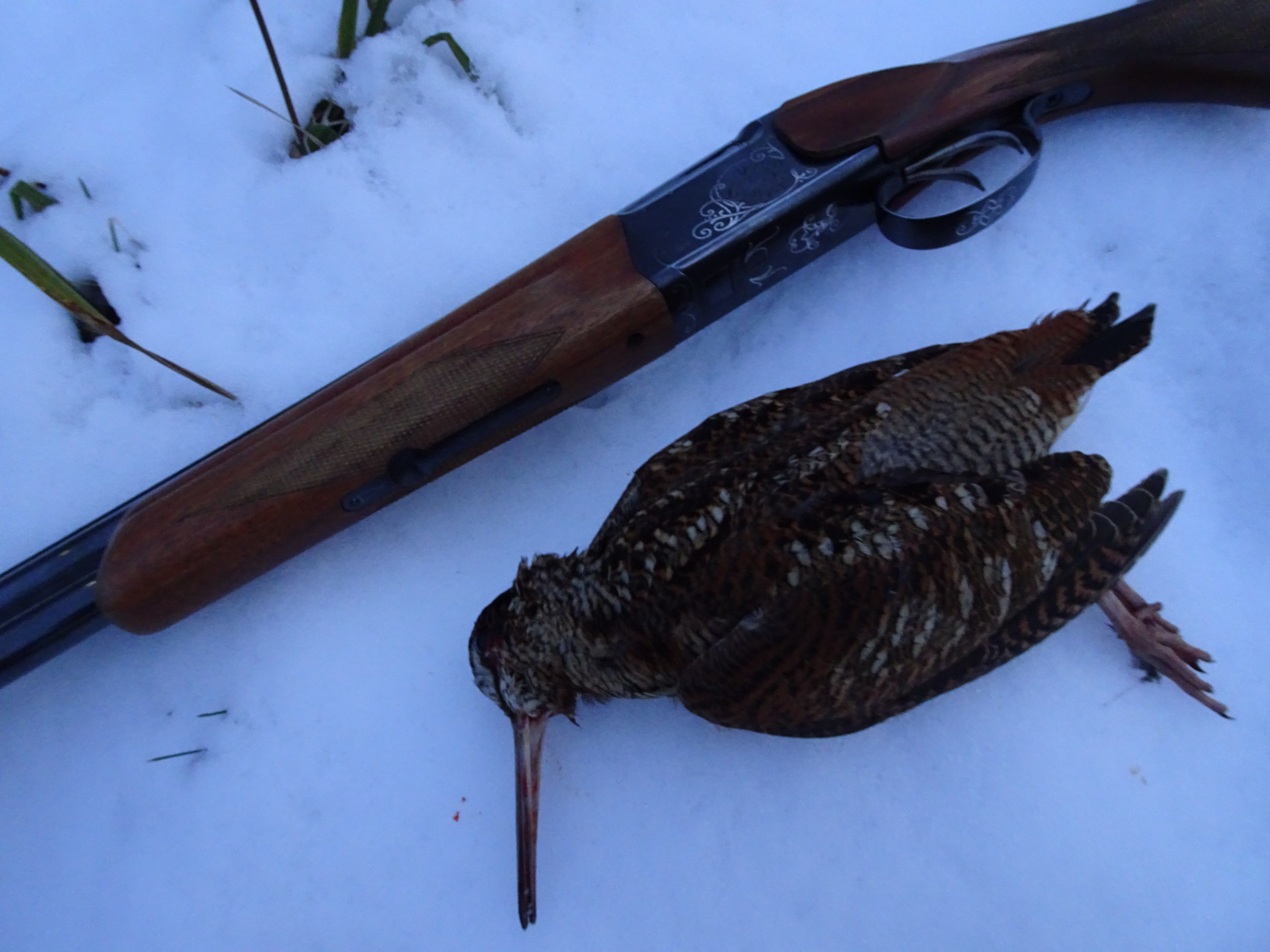
Вальдшнеп, добытый на тяге (Московская область, Истринский район)

Охота на тяге не раз воспевалась в произведениях классиков. Широко известно стихотворение А. К. Толстого «На тяге»:
Слух и зренье

Мои напряжены, и вот через мгновенье,

Свистя, ещё один, в последнем свете дня,

Чертой трепещущей несётся на меня.

Дыханье притаив, нагнувшись под осиной,

Я выждал верный миг — вперед на пол-аршина

Я вскинул — огнь блеснул, по лесу грянул гром —

И вальдшнеп падает на землю колесом.